# Mastacembelus vanderwaali
Mastacembelus vanderwaali is een straalvinnige vissensoort uit de familie van de stekelalen (Mastacembelidae). De wetenschappelijke naam van de soort is voor het eerst geldig gepubliceerd in 1976 door Skelton.